# Copa del Rei de futbol 1905
La Copa del Rei de futbol 1905 va ser la tercera edició de la Copa del Rei.

## Detalls

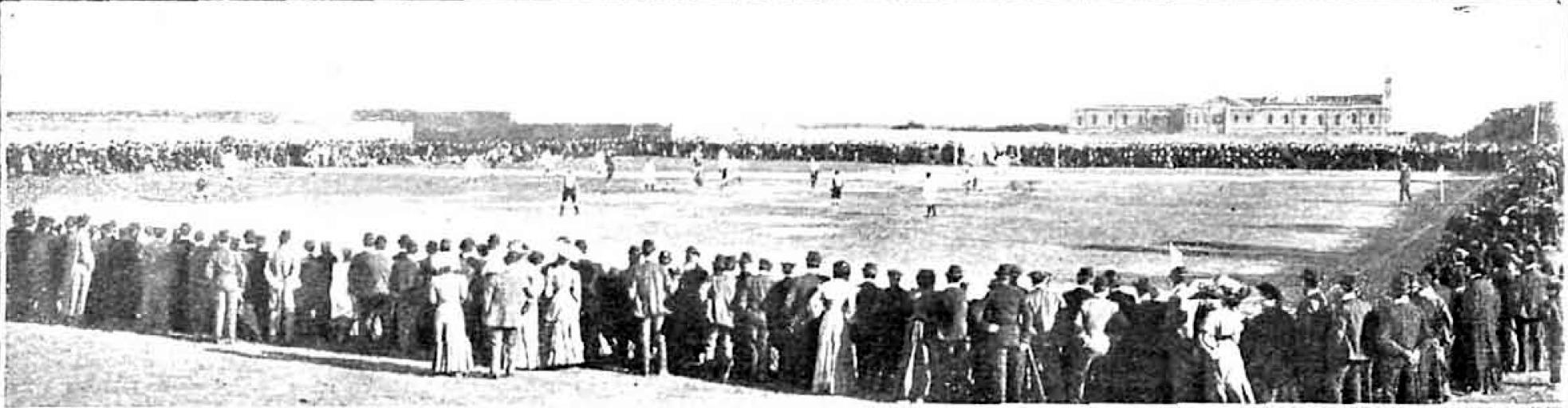
Partit entre el Madrid F.C. i l'Athletic Club el 18 d'abril de 1905.

Es va disputar entre el 16 d'abril de 1905, i el 20 d'abril de 1905, al Camp del Tiro del Pichón de Madrid. Es disputà en format de lligueta entre tres clubs: Madrid FC, San Sebastián Recreation Club i Athletic Club. Quan es va disputar el Campionat d'Espanya el Campionat de Catalunya encara no havia finalitzat i cap club català hi participà

## Partits

### Partit de qualificació
| Madrid FC                         | 2–0 | Moncloa FC |
| --------------------------------- | --- | ---------- |
| Federico Revuelto · Pedro Parages |     |            |

 Tiro del Pichón, Madrid

### Fase final
| Madrid FC                                              | 3–0 | San Sebastián Recreation Club |
| ------------------------------------------------------ | --- | ----------------------------- |
| Manuel Prast 20' · Antonio Alonso 30' · Antonio Alonso |     |                               |

| Madrid FC        | 1–0 | Athletic Club |
| ---------------- | --- | ------------- |
| Manuel Prast 70' |     |               |

| Athletic Club | no es disputà | San Sebastián Recreation Club |
| ------------- | ------------- | ----------------------------- |
|               |               |                               |

 Tiro del Pichón, Madrid

## Classificació
| Pos | Equip         | PJ | PG | PE | PP | GF | GC | Pts | Classificació |
| --- | ------------- | -- | -- | -- | -- | -- | -- | --- | ------------- |
| 1   | Madrid FC     | 2  | 2  | 0  | 0  | 4  | 0  | 4   | Campió        |
| 2   | Athletic Club | 1  | 0  | 0  | 1  | 0  | 1  | 0   |               |
| 3   | San Sebastián | 1  | 0  | 0  | 1  | 0  | 3  | 0   |               |

## Campió
| Campions de la Copa del Rei 1905         |
| ---------------------------------------- |
| · Reial Madrid Club de Futbol · 1r títol |